# Ágios Konstantínos (Lassithi)
Pour les articles homonymes, voir Ágios Konstantínos.
Ágios Konstantínos, en grec moderne : Άγιος Κωνσταντίνος est un village du plateau du Lassíthi, en Crète, en Grèce. Selon le recensement de 2011, la population d'Ágios Konstantínos compte 104 habitants. Il est situé à une altitude de 860 m et à une distance de 42 km d'Ágios Nikólaos.

## Recensements de la population
| Recensements | 1900 | 1920 | 1928 | 1940 | 1951 | 1961 | 1971 | 1981 | 1991 | 2001 | 2011 |
| ------------ | ---- | ---- | ---- | ---- | ---- | ---- | ---- | ---- | ---- | ---- | ---- |
| Population   | 324  | -    | 244  | 447  | 400  | 328  | 279  | 224  |      | 175  | 104  |